# Варіації на тему Паганіні (Брамс)
Варіації на тему Паганіні (нім. Variationen über ein Thema von Paganini) — твір Йоганнеса Брамса для фортепіано соло. Написані в 1862–1863 роках, вперше виконані автором 25 листопада 1865 р. в Цюриху. Твір Брамса є варіаціями на тему капрису № 24 ля мінор Нікколо Паганіні і складається з двох зошитів, по 14 варіацій в кожній; більшість варіацій витримані у вихідній тональності, лише в чотирьох варіаціях з 28 тональність модулює в Ля мажор. Зазвичай всі варіації виконуються як єдине ціле (при цьому вихідна тема на початку другого зошиту варіацій опускається), хоча іноді граються і окремі п'єси з циклу — традицію виконувати деякі варіації за власним вибором заклала ще Клара Шуман.
Вибір знаменитого 24-го капрису як теми був, як вважається, жестом Брамса в полеміці з попередниками: з одного боку, з Робертом Шуманом, який здійснив фортепіанне перекладення каприсів Паганіні, але без цього конкретного капрису, з іншого — з Ференцом Лістом, який переклав для фортепіано саме цей каприс — при абсолютно іншому трактуванні вихідного матеріалу. Вважається, що при роботі над варіаціями Брамс постійно консультувався з піаністом Карлом Таузиг. Варіації відзначаються значною технічною складністю.
Записи Варіацій на тему Паганіні здійснили багато видатних піаністи, в тому числі Егон Петрі, Вільгельм Бакхауз, Геза Анда, Клаудіо Аррау, Артуро Бенедетті Мікеланджелі, Святослав Ріхтер, Еміль Гілельс, Вільям Кейпелл, Євген Кісін, Юджа Вонг.
Твори з такою ж назвою є також у деяких інших композиторів, у тому числі у Бориса Блахера (для оркестру), Вітольда Лютославського (для двох фортепіано), Моріса Аллара (для фагота).

## Джеймс Ганекер про Варіації
Брамс бере у Паганіні простий мотив — невигадливий скрипковий мотивчик — і підкидає в повітря, немов м'яч, і поки той угвинчується в небо по спіралі і купається в блакиті, він мислить, і ця думка виткана з чарівною витонченістю. Золоті тенета з алмазними павуками, і плескаюче навколо величезне кругле сонце, і ось уже занурення в самісінькі надра небосхилу, і гуркіт, і підземний гул, — а бідолаха Паганіні всього лише палімпсест для жахливого гамбурзького старця, над чиєю трубкою в'ється димок музичної метафізики, чий погляд спрямований в непорушність кантівських категорій. Ці диявольські варіації, останнє слово фортепіанної техніки, являють ще й грандіозну духовну складність. Щоб грати їх — потрібні сталеві пальці, повне киплячої лави серце і левова відвага.